# Adrian R'Mante
Adrian R'Mante (Tampa, Florida; 3 de febrero de 1978) es un actor estadounidense, conocido por su papel de Esteban Julio Ricardo Montoya de la Rosa Ramírez en la serie televisiva de Disney Channel The Suite Life of Zack & Cody. En Ocasiones, R'Mante trabaja como profesor sustituto en el colegio Culver City High School en Culver City, California.

## Biografía
R'Mante es nativo de Tampa, Florida, y actualmente reside en el área metropolitana de Los Ángeles, California. Se graduó en la University of Central Florida con el bachillerato especializado en teatro. Su primera aparición fue en el concurso americano Game Lab en Orlando, Florida y continuó en Nickelodeon y en Discovery Channel.
También, Adrian interpretó el papel de Esteban en la serie de televisiva The Suite Life of Zack & Cody con Dylan y Cole Sprouse. Fue un invitado especial en el segundo episodio de la sexta temporada de la serie televisiva 24.